# Landgoed De Utrecht
Landgoed De Utrecht is een ca. 2500 hectare groot landgoed in de Noord-Brabantse Kempen, ten zuiden van het dorpje Esbeek in de gemeenten Hilvarenbeek en Reusel-De Mierden. Het bevat naast uitgestrekte productiebossen en landbouwgronden veel natuur, een aardkundig monument, een riviertje en vennen. Het landgoed telt meer dan 130 soorten broedvogels.

## Geschiedenis
Het landgoed dankt zijn naam aan de levensverzekeringsmaatschappij De Utrecht, die later onderdeel werd van AMEV, en inmiddels via een tussenstop bij het Belgisch-Nederlands bank- en verzekeringsconcern Fortis eigendom is van ASR Verzekering NV. Het bedrijf ontgon vanaf 1898 de uitgestrekte heidevelden op grote schaal. In 1899 werd een begin gemaakt met het ontginnen van de eerste 700 ha. De werken werden uitgevoerd door de Heidemij. Uiteindelijk werd de heide omgezet in 1800 hectare bos voor de mijnbouw en 600 hectare landbouwgrond met pachtboerderijen, terwijl daarnaast nog 400 hectare aan 'woeste gronden' bleef bestaan.
Omstreeks 1920 kreeg de verzekeringsmaatschappij ook oog voor de natuurwaarden van het terrein, waardoor een deel van het terrein onontgonnen bleef.
Sinds 1938 is op het landgoed herberg 'In den Bockenreyder' gevestigd.

## Landschap

### Bossen
Het bos bestaat voornamelijk uit grove den, douglas en Europese lariks en leverde stuthout aan de Zuid-Limburgse steenkoolmijnen. Ook daarna bleef het productiebos; er wordt jaarlijks rondhout geoogst. Opzet is hierbij de oppervlakte aan bosgrond niet te verminderen.

### Natuur
Tot de belangrijke natuurterreinen op het landgoed behoort het dal van de Reusel, die hier meandert. Dit gebied wordt De Hertgang genoemd. Het dal van de Reusel op landgoed De Utrecht is door de provincie Noord-Brabant als aardkundig monument aangewezen. In 2020 viel de Reusel voor de derde achtereenvolgende zomer geheel droog. De aanvoer van grondwater uit een door het waterschap geslagen put moest voorkomen dat het biotoop voor meerdere zeldzame beschermde dier- en plantsoorten op De Utrecht ongeschikt zou worden.
Ook de Mispeleindse Heide is belangrijk als natuurgebied. Hierin liggen grote vennen als De Flaes, de Kleine Flaes en het Goor. Ze worden omringd door vochtig heidegebied. Hier groeien klokjesgentiaan, beenbreek, moeraswolfsklauw en witte snavelbies. In het noordwesten van het gebied stroomt de Hoogeindse Beek en ligt nog een ven, de Broekeling.
Het uitgestrekte landgoed is, met uitzondering van een aantal kwetsbare natuurgebieden, in het kader van de Natuurschoonwet onder voorwaarden opengesteld voor het publiek. Op het landgoed is sinds 2015 een natuurbegraafplaats gevestigd.

## Monumenten

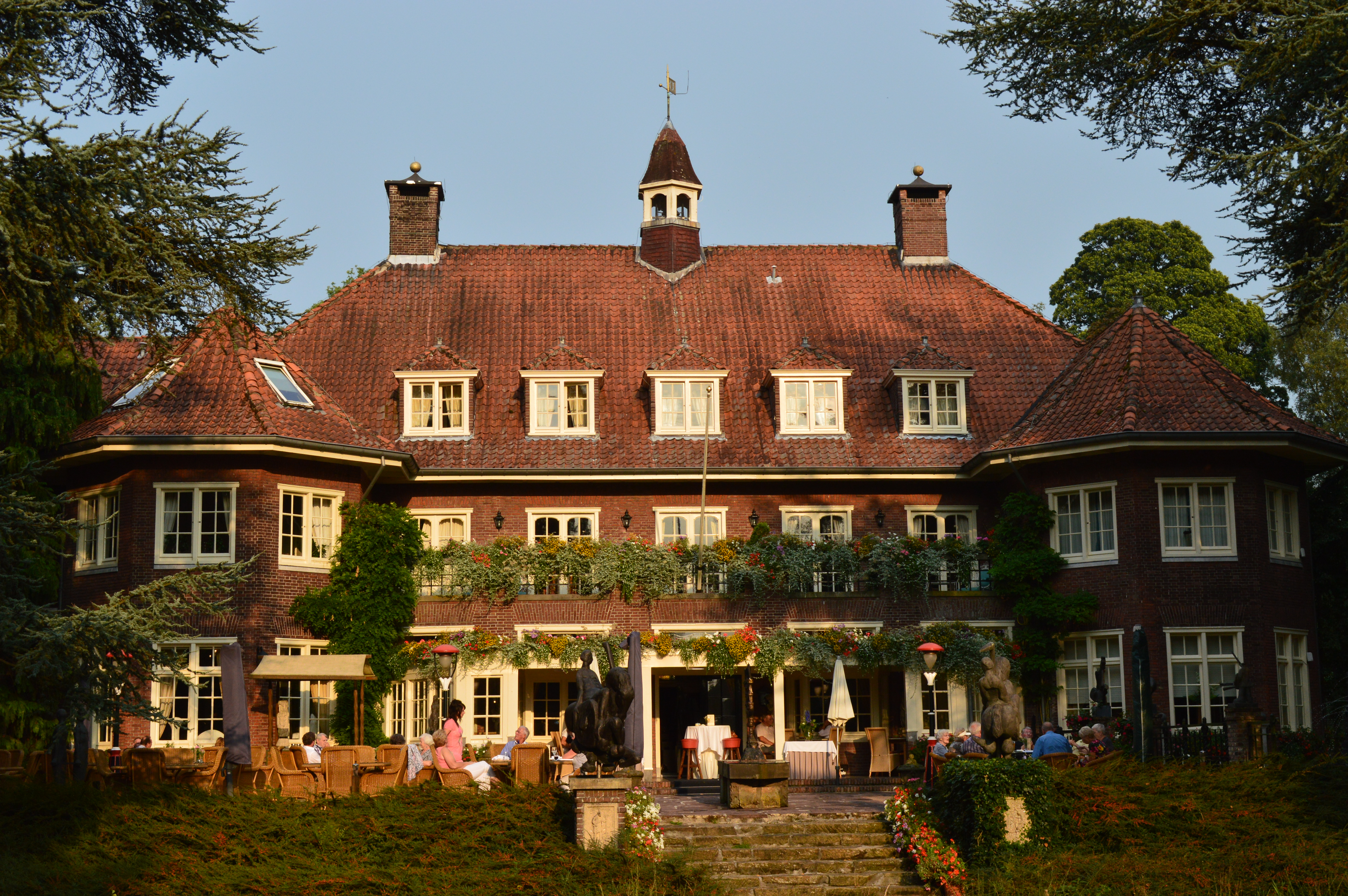
Huize Rustoord in 2013

De in 1905 gebouwde brandtoren met houtvesterswoning, ontworpen door de architecten Jan Frederik Staal en Alexander Kropholler, is een rijksmonument.. Met name Staal verwerkte Jugendstil elementen in het gebouw. De 32 meter hoge toren werd door de bezetter in 1944 gebruikt als steunpunt voor de zich terugtrekkende troepen. Ze werd toen verdedigd met zwaar geschut. Tijdens de inname door de Engelsen bleef de toren onbeschadigd. Later raakte hij in verval, maar in 1991 volgde restauratie.
In 1924 werd op het terrein het vakantieoord Rustoord gebouwd, bestemd voor het personeel van de verzekeringsmaatschappij. Later werd hier een hotel-restaurant in gevestigd. Het gebouw heeft de status van rijksmonument.
Bij de brandtoren bevindt zich het Arnoldspark, een arboretum met waterpartij, dat in 1941 werd aangelegd.

## Omgeving
Het landgoed sluit in het noorden aan op de Rovertsche Heide, in het oosten op de Neterselse Heide en de Wellenseindse Heide, en in het zuiden op de Turnhoutse Heide. Door het aanliggende landgoed Wellenseind stroomt een zijriviertje van de Reusel, de Raamloop geheten. Hier bevindt zich ook een oude herberg genaamd De Buitenman. Aan de westzijde bevindt zich de Belgisch-Nederlandse grens, met aan de Belgische zijde eveneens een uitgestrekt ontginningsgebied met naaldbossen en landbouwgrond.

## Onderwijsfilm
In 1912 werd over het project de eerste Nederlandse onderwijsfilm gemaakt door de Franse producent Gebroeders Pathé. Het ging om een proef, want het aanwenden van het medium film in het onderwijs was nog zeer omstreden. In oktober 1912 vond de première plaats in de Leeuwardense bioscoop Friso voor een publiek van schoolkinderen, onderwijzers en het gemeentebestuur.